# Galeicles teocchii
Galeicles teocchii är en insektsart som beskrevs av Marius Descamps 1977. Galeicles teocchii ingår i släktet Galeicles och familjen Thericleidae. Inga underarter finns listade i Catalogue of Life.